# ヨハン・クリストフ・ヴェントラント
ヨハン・クリストフ・ヴェントラント（Johann Christoph Wendland、1755年7月17日 - 1828年7月27日）はドイツの園芸家である。『稀少植物集成、...』（"Collectio plantarum tam exoticarum, quam indigenarum, cum delineatione, descriptione culturaque earum"）などの著書でも知られる。

## 略歴
ランダウ・イン・デア・プファルツに生まれた。ドイツの上級貴族、レーヴェンシュタイン＝ヴェルトハイム家の園丁の家系で、カールスルーエ宮殿で4年間、地元の園丁ゾイル（Johann Bernhard Saul）から園芸を学んだ。ハッセルの宮廷の庭園やヴィルヘルムシェーエ公園（Bergpark Wilhelmshöhe）で働いた後、1780年にハノーヴァ公のヘレンハウゼン王宮庭園の園丁に任命された。スイス生まれの植物学者でヘレンハウゼン王宮庭園の監督のヤコブ・フリードリヒ・エールハルトから植物学の知識を学んだ。温室や果樹園やパイナップル栽培の監督をした後、1817年に庭園の監督職についた。
絵を描くのに才能を示し、著書の図版は自ら原画も製版も自ら行った。
息子のハインリヒ・ルドルフ・ヴェントラント（Heinrich Ludolph Wendland）、孫のヘルマン・ヴェントラント（Hermann Wendland ）も園芸家としてヘレンハウゼン王宮庭園で働いた。

## "Collectio plantarum tam exoticarum,..."の図版

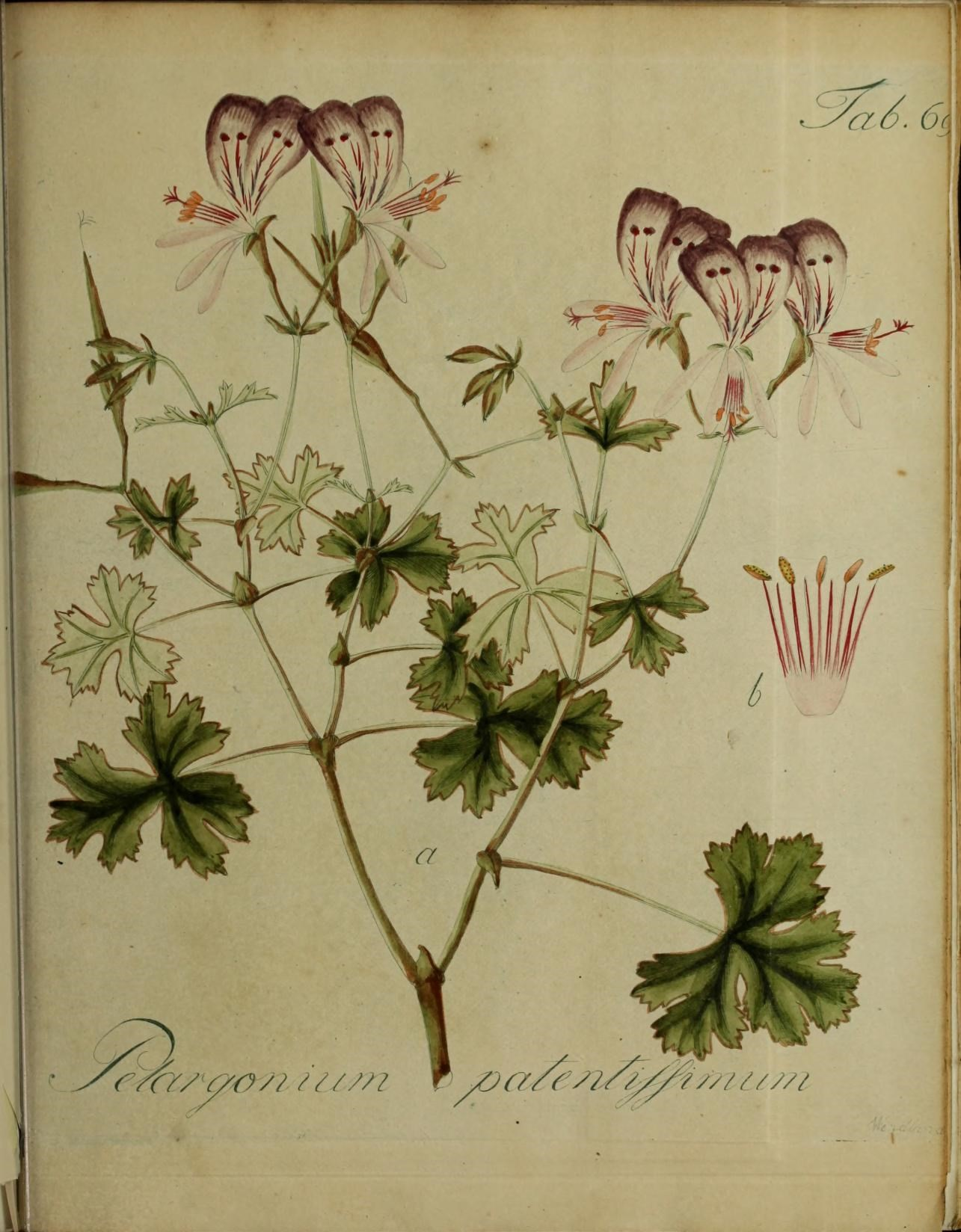
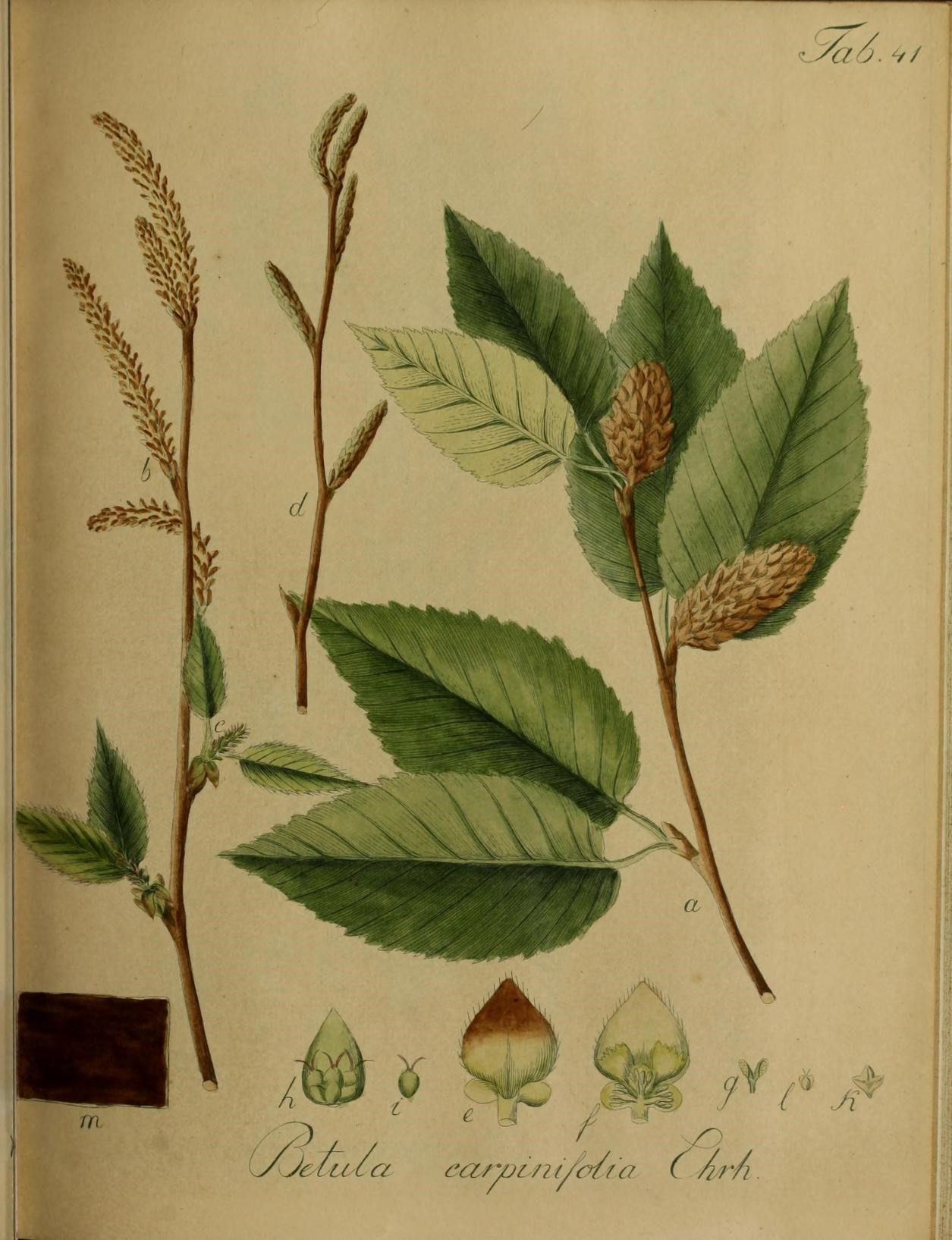
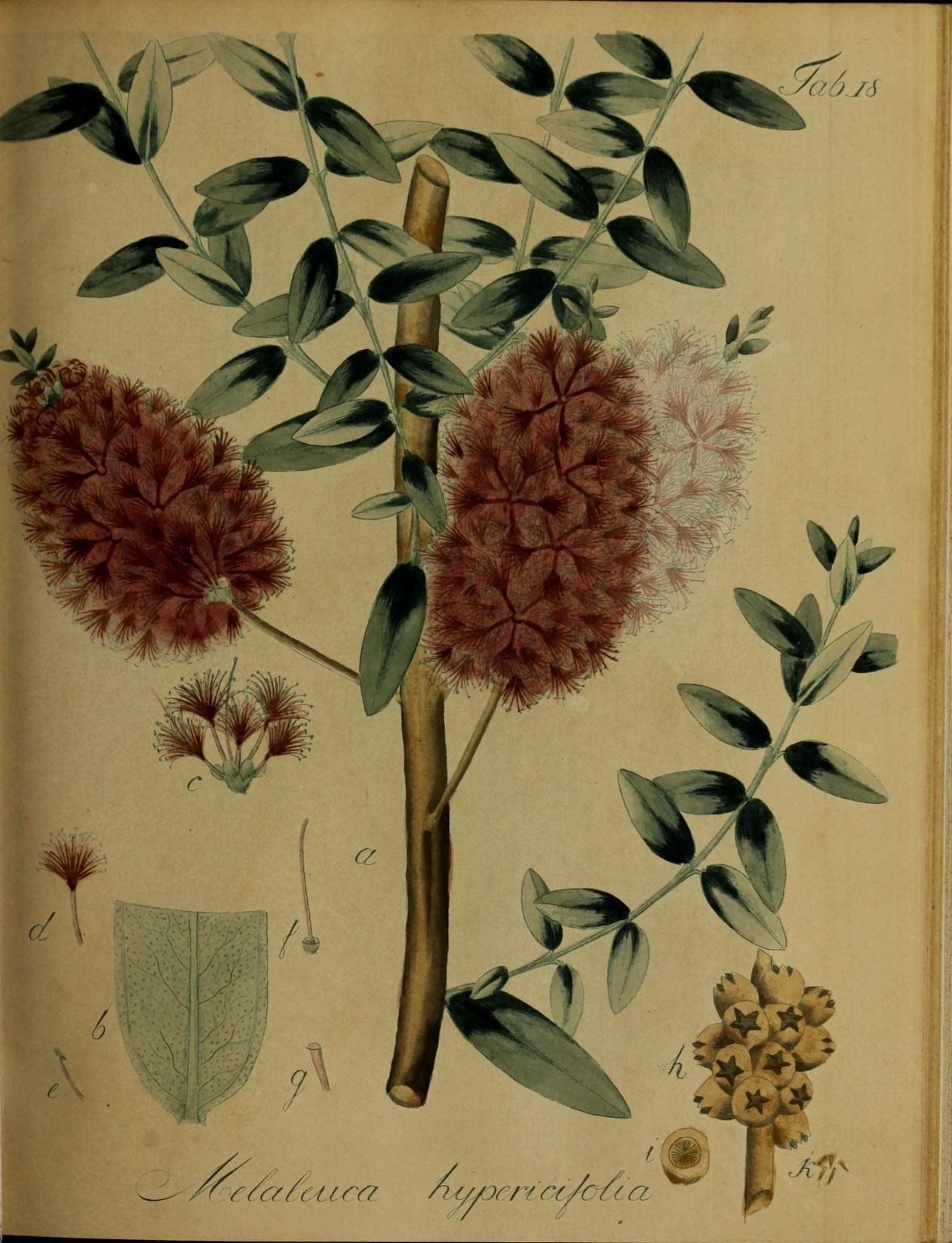
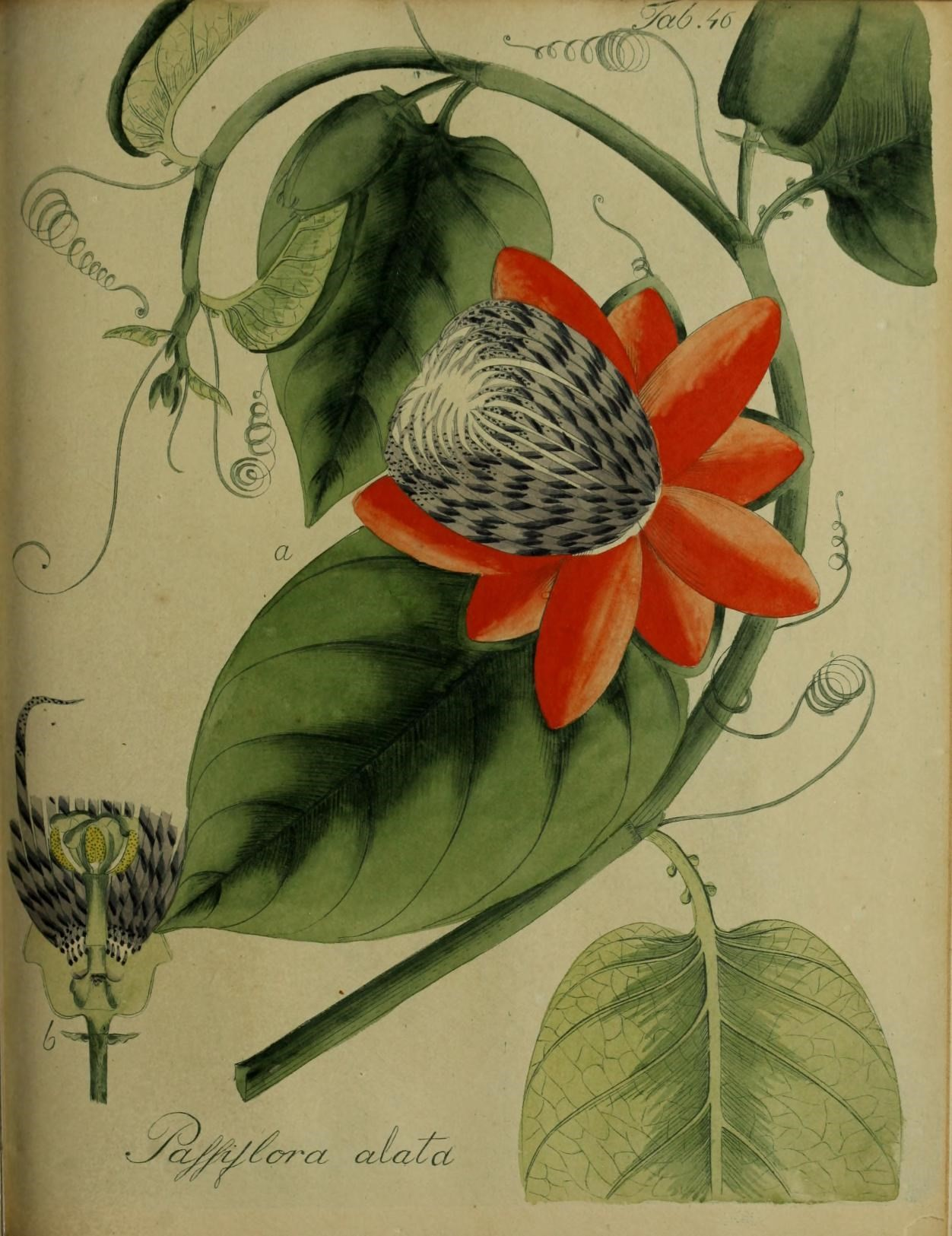

## 著作
- Hortus Herrenhusanus, 1788–1801
- Johann Christoph Wendland, Heinrich Adolf Schrader: Sertum Hannoveranum ..., 1795[1]
- Verzeichnis der Glas- und Treibhauspflanzen des Königlichen Berggartens zu Herrenhausen. 1797
- Botanische Beobachtungen nebst einigen neuen Gattungen und Arten. 1798
- Ericarum icones et descriptiones / Abbildung und Beschreibung der Heiden, 1798[1]-1823 (26 Hefte)
- Collectio plantarum tam exoticarum quam indigenarum. 3 Bände bis 1819